# Narodi svijeta O
Narodi svijeta O
Ơ Đu. Ostali nazivi:
- Lokacija: Vijetnam
- Jezik/porijeklo:
- Populacija:
- Kultura:
- Vanjske poveznice:

Ojroti →Altajci
Olonec Kareli. Ostali nazivi: sebe zovu liüdi ili liügi ili livviköit,
- Lokacija:
- Jezik/porijeklo: livvin kieli.
- Populacija (2007):
- Vanjske poveznice:

Ơmaha. Ostali nazivi:
- Lokacija:
- Jezik/porijeklo:
- Populacija:
- Kultura:
- Vanjske poveznice:

Ơneida. Ostali nazivi:
- Lokacija:
- Jezik/porijeklo:
- Populacija:
- Kultura:
- Vanjske poveznice:

Ơnondaga. Ostali nazivi:
- Lokacija:
- Jezik/porijeklo:
- Populacija:
- Kultura:
- Vanjske poveznice:

Opski Ugri. Ostali nazivi: Обские угры (ruski)
- Lokacija:
- Jezik/porijeklo:
- Populacija (2007):
- Vanjske poveznice:

Oroči. Ostali nazivi: pyaka (Udegejci), lamka (Evenki), orochi (Ulči), tosung (Giljaci), Oročon (Rusi), Орочи.
- Lokacija:
- Jezik/porijeklo:
- Populacija (2007):
- Vanjske poveznice:

Oroki. Ostali nazivi: orohko (Ainu), orochen (Rusi), Ороки
- Lokacija: sjeverni Sahalin.,
- Jezik/porijeklo:
- Populacija (2007):
- Vanjske poveznice:

Orošori. Ostali nazivi: Rošorvi
- Lokacija: Pamir
- Jezik/porijeklo: iranski
- Populacija: 2000 (1972).
- Vanjske poveznice:

Ơsage. Ostali nazivi:
- Lokacija:
- Jezik/porijeklo:
- Populacija:
- Kultura:
- Vanjske poveznice:

Oseti. Ostali nazivi: Осетины (ruski)
- Lokacija:
- Jezik/porijeklo:
- Populacija: 2000 (1972).
- Vanjske poveznice:

Ostjaci. Ostali nazivi: Hanti.
- Lokacija:
- Jezik/porijeklo: hantõ jasõng.
- Populacija (2007):
- Vanjske poveznice:

Ostjački Samojedi →Selkupi
Ơto. Ostali nazivi:
- Lokacija:
- Jezik/porijeklo:
- Populacija:
- Kultura:
- Vanjske poveznice:

 Ozrinići (Čevljani), crnogorsko pleme u Katunskoj nahiji
Narodi svijeta P
Ododop   	Cross River, Nigerija
Ogori   	Kwara, Nigerija
Okobo (Okkobor)   	Akwa lbom, Nigerija
Okpamheri   	Edo, Nigerija
Olulumo   	Cross River, Nigerija
Oron   	Akwa lbom, Nigerija
Owan   	Edo, Nigerija
Owe   	Kwara, Nigerija
Oworo   	Kwara, Nigerija
Otati (QLD), Ongkomi (WA), Ongkarango (WA), Ombila (QLD), Olkolo (QLD), Ola (WA), Oitbi (NT),